# ألبان هاريسون
ألبان هيو هاريسون (بالإنجليزية: Alban Hugh Harrison)‏ (مواليد 30 نوفمبر 1869) هو ظهير كرة قدم دولي سابق. لعب مباراتين مع منتخب إنجلترا لكرة القدم عام 1893.

## وصلات خارجية
ألبان هاريسون على موقع قاعدة بيانات كرة القدم.إي يو (الإنجليزية)
- ألبان هاريسون على موقع ناشيونال فوتبول تيمز (الإنجليزية)